# Snævringen
Snævringen – cieśnina na Morzu Bałtyckim, będąca wąskim i krętym, przypominającym rzekę, północnym przedłużeniem Małego Bełtu. Ma 20 km długości, od 1 do 2 km szerokości i od 40 do 80 m głębokości. Między miejscowością Skamling a półwyspem Fønsskov cieśnina dzieli się na dwa nurty, które płyną po obu stronach wyspy Fænø. Następnie oba zakręcają wokół przylądka Hindsgavl, kierują się dalej na północ między miastami Middelfart i Fredericia, ponownie zakręcają przy miejscowości Strib i ostatecznie wpływają do szerszego akwenu zwanego Tragten. Cieśnina stanowi ważny szlak komunikacyjny, zarówno dla żeglugi między Morzem Bałtyckim a Kattegatem, jak i dla ruchu lądowego między Jutlandią a wyspami duńskimi. Przed zbudowaniem mostów Lillebæltsbroen (w 1935 i 1970 roku), łączących oba brzegi, w cieśninie panował intensywny ruch statków.